# G-espérance
En théorie des probabilités, la g-espérance est une espérance non-linéaire définie à partir d'une  équation différentielle stochastique rétrograde (EDSR) introduite par Shige Peng.

## Définition
Soit un espace probabilisé {\displaystyle (\Omega ,{\mathcal {F}},\mathbb {P} )} avec {\displaystyle (W_{t})_{t\geq 0}} un processus de Wiener en dimension d  (sur cet espace). Soit la filtration générée par {\displaystyle (W_{t})}, i.e. {\displaystyle {\mathcal {F}}_{t}=\sigma (W_{s}:s\in [0,t])}, et soit {\displaystyle X} une variable aléatoire {\displaystyle {\mathcal {F}}_{T}} mesurable.  Considérons l'EDSR donnée par:
{\displaystyle {\begin{aligned}dY_{t}&=g(t,Y_{t},Z_{t})\,dt-Z_{t}\,dW_{t}\\Y_{T}&=X\end{aligned}}}
Alors la g-espérance pour {\displaystyle X} est donnée par {\displaystyle \mathbb {E} ^{g}[X]:=Y_{0}}.  Notons que si {\displaystyle X} est un vecteur de dimension m, alors {\displaystyle Y_{t}} (pour tout temps {\displaystyle t}) est un vecteur de dimension m et {\displaystyle Z_{t}} est une matrice de taille {\displaystyle m\times d}.
En fait l'espérance conditionnelle est donnée par {\displaystyle \mathbb {E} ^{g}[X\mid {\mathcal {F}}_{t}]:=Y_{t}} et similairement à la définition formelle pour l'espérance conditionnelle il vient {\displaystyle \mathbb {E} ^{g}[1_{A}\mathbb {E} ^{g}[X\mid {\mathcal {F}}_{t}]]=\mathbb {E} ^{g}[1_{A}X]} pour tout {\displaystyle A\in {\mathcal {F}}_{t}} (où la fonction {\displaystyle 1} est la  fonction indicatrice).

## Existence et unicité
Soit {\displaystyle g:[0,T]\times \mathbb {R} ^{m}\times \mathbb {R} ^{m\times d}\to \mathbb {R} ^{m}} satisfaisant:
1. {\displaystyle g(\cdot ,y,z)} est un {\displaystyle {\mathcal {F}}_{t}}-processus adapté pour tout {\displaystyle (y,z)\in \mathbb {R} ^{m}\times \mathbb {R} ^{m\times d}}
2. {\displaystyle \int _{0}^{T}|g(t,0,0)|\,dt\in L^{2}(\Omega ,{\mathcal {F}}_{T},\mathbb {P} )} l'espace L2 (où {\displaystyle |\cdot |} est une norme dans {\displaystyle \mathbb {R} ^{m}})
3. {\displaystyle g} est une application lipschitzienne en {\displaystyle (y,z)}, i.e. pour tout {\displaystyle y_{1},y_{2}\in \mathbb {R} ^{m}} et {\displaystyle z_{1},z_{2}\in \mathbb {R} ^{m\times d}} il vient {\displaystyle |g(t,y_{1},z_{1})-g(t,y_{2},z_{2})|\leq C(|y_{1}-y_{2}|+|z_{1}-z_{2}|)} pour une constante {\displaystyle C}

Alors pour toute variable aléatoire {\displaystyle X\in L^{2}(\Omega ,{\mathcal {F}}_{t},\mathbb {P} ;\mathbb {R} ^{m})} il existe une unique paire de processus {\displaystyle {\mathcal {F}}_{t}}-adaptés {\displaystyle (Y,Z)} qui vérifient l'équation différentielle stochastique rétrograde.
En particulier, si {\displaystyle g} vérifie également:
1. {\displaystyle g} est continue en temps ({\displaystyle t})
2. {\displaystyle g(t,y,0)\equiv 0} pour tout {\displaystyle (t,y)\in [0,T]\times \mathbb {R} ^{m}}

alors pour la condition terminale {\displaystyle X\in L^{2}(\Omega ,{\mathcal {F}}_{t},\mathbb {P} ;\mathbb {R} ^{m})} il suit que les processus solution {\displaystyle (Y,Z)} sont de carré intégrable.  Ainsi {\displaystyle \mathbb {E} ^{g}[X|{\mathcal {F}}_{t}]} est de carré intégrable pour tout temps  {\displaystyle t}.